# Dapparthi, Gudibanda
Dapparthi là một làng thuộc tehsil Gudibanda, huyện Kolar, bang Karnataka, Ấn Độ.